# Matilde Pavan
Matilde Pavan (Venezia, 12 giugno 2004) è una calciatrice italiana, centrocampista del Como in prestito dalla Juventus.

## Carriera

### Club
Pavan si avvicina al calcio fin dalla giovanissima età, iniziando la propria carriera nelle giovanili del Venezia, per poi passare al Verona.
Con quest'ultima squadra, gioca con continuità nel campionato Primavera femminile: inoltre, ha l'occasione di fare il suo esordio in prima squadra e in Serie A il 27 marzo 2019, a 14 anni, rilevando Lucia Ondrušová al 58º minuto dell'incontro esterno di campionato con il Tavagnacco, perso per 1-0.
Nell'estate 2019, Pavan si trasferisce all'Inter, dove rimane a disposizione del tecnico Sebastian de la Fuente nella formazione Primavera, ma si conquista alcune presenze con la prima squadra, inizialmente con il tecnico Attilio Sorbi, che la impiega in campionato e in Coppa Italia lungo la stagione 2020-2021, e poi con Rita Guarino nella stagione successiva.
Nell'estate del 2022, Pavan viene ceduta prestito al Como, neopromosso in Serie A: qui, la centrocampista ritrova de la Fuente, che già l'aveva allenata nella Primavera nerazzurra. Nel club lariano il tecnico la impiega con continuità, scendendo in campo in 24 sui 26 incontri giocati dal Como e andando a rete per la prima volta alla 6ª giornata, aprendo le marcature nella vittoria casalinga per 4-1 con il Parma, alla quale si aggiungono altri due centri, all'Inter nel pareggio per 1-1 alla 14ª giornata e alla Sampdoria alla 1ª giornata della poule salvezza, contribuendo all'agevole salvezza della sua squadra a fine campionato fino allo stop dovuto al grave infortunio al ginocchio, una lesione del legamento crociato anteriore.
Tornata in organico con le nerazzurre per la stagione 2023-2024, la lunga riabilitazione la  tengono lontana dai terreni di gioco, ritornando a disposizione di Guarino solo a fine campionato rilevando Agnese Bonfantini negli ultimi minuti della vittoria per 2-0 sulla Juventus alla 6ª giornata della poule scudetto.
Dopo 14 presenze in neroazzurro, il 10 luglio 2025 viene annunciato il suo trasferimento a titolo definitivo alla Juventus, sempre in Serie A, con cui firma un contratto triennale che il 14 agosto successivo la cede in prestito annuale al Como, in cui aveva già militato nella stagione 2022-2023.

### Nazionale
Dopo aver partecipato a uno stage con la nazionale under 16 nel novembre 2018, Pavan viene convocata nella formazione Under-17, con la quale disputa le qualificazioni all'Europeo di Svezia 2020, prima che il torneo venisse cancellato in seguito allo scoppio della pandemia di COVID-19 in Europa.
Il tecnico federale Enrico Sbardella, responsabile della selezione under 19, la convoca in occasione delle qualificazioni e, in seguito, della fase finale dell'Europeo di categoria del 2022, in cui le Azzurrine vengono eliminate al primo turno.
Nel marzo del 2023, Pavan ha ricevuto la sua prima convocazione ufficiale in nazionale maggiore dalla CT Milena Bertolini, in vista della partita amichevole contro la Colombia dell'11 aprile successivo. Ha quindi fatto il suo esordio in azzurro nella stessa sfida, partendo da titolare e disputando tutto l'incontro, vinto per 2-1 dall'Italia.

## Statistiche

### Presenze e reti nei club
Statistiche aggiornate al 3 maggio 2025
| Stagione          | Squadra           | Campionato        | Campionato | Campionato | Coppe nazionali | Coppe nazionali | Coppe nazionali | Coppe internazionali | Coppe internazionali | Coppe internazionali | Altre coppe | Altre coppe | Altre coppe | Totale | Totale |
| Stagione          | Squadra           | Comp              | Pres       | Reti       | Comp            | Pres            | Reti            | Comp                 | Pres                 | Reti                 | Comp        | Pres        | Reti        | Pres   | Reti   |
| ----------------- | ----------------- | ----------------- | ---------- | ---------- | --------------- | --------------- | --------------- | -------------------- | -------------------- | -------------------- | ----------- | ----------- | ----------- | ------ | ------ |
| 2018-2019         | Verona            | A                 | 1          | 0          | CI              | 2               | 0               |                      | -                    | -                    |             | -           | -           | 24     | 2      |
| 2020-2021         | Inter             | A                 | 4          | 0          | CI              | 3               | 0               |                      | -                    | -                    |             | -           | -           | 7      | 0      |
| 2021-2022         | Inter             | A                 | 1          | 0          | CI              | 1               | 0               |                      | -                    | -                    |             | -           | -           | 2      | 0      |
| 2022-2023         | Como              | A                 | 24         | 3          | CI              | 2               | 0               |                      | -                    | -                    |             | -           | -           | 26     | 3      |
| 2023-2024         | Inter             | A                 | 1          | 0          | CI              | 0               | 0               |                      | -                    | -                    |             | -           | -           | 1      | 0      |
| 2024-2025         | Inter             | A                 | 13         | 0          | CI              | 3               | 0               | -                    | -                    | -                    | -           | -           | -           | 16     | 0      |
| Totale Inter      | Totale Inter      | Totale Inter      | 19         | 0          |                 | 7               | 0               |                      | -                    | -                    |             | -           | -           | 26     | 0      |
| 2025-2026         | Como              | A                 | 0          | 0          | CI              | 0               | 0               |                      | -                    | -                    | AWC         | -           | -           | 0      | 0      |
| Totale Como Women | Totale Como Women | Totale Como Women | 24         | 3          |                 | 2               | 0               |                      | -                    | -                    |             | -           | -           | 26     | 3      |
| Totale carriera   | Totale carriera   | Totale carriera   | 44         | 3          |                 | 9               | 0               |                      | -                    | -                    |             | -           | -           | 53     | 2      |

### Cronologia presenze e reti in nazionale
| Cronologia completa delle presenze e delle reti in nazionale ― Italia | Cronologia completa delle presenze e delle reti in nazionale ― Italia | Cronologia completa delle presenze e delle reti in nazionale ― Italia | Cronologia completa delle presenze e delle reti in nazionale ― Italia | Cronologia completa delle presenze e delle reti in nazionale ― Italia | Cronologia completa delle presenze e delle reti in nazionale ― Italia | Cronologia completa delle presenze e delle reti in nazionale ― Italia | Cronologia completa delle presenze e delle reti in nazionale ― Italia |
| Data                                                                  | Città                                                                 | In casa                                                               | Risultato                                                             | Ospiti                                                                | Competizione                                                          | Reti                                                                  | Note                                                                  |
| --------------------------------------------------------------------- | --------------------------------------------------------------------- | --------------------------------------------------------------------- | --------------------------------------------------------------------- | --------------------------------------------------------------------- | --------------------------------------------------------------------- | --------------------------------------------------------------------- | --------------------------------------------------------------------- |
| 11-4-2023                                                             | Roma                                                                  | Italia                                                                | 2 – 1                                                                 | Colombia                                                              | Amichevole                                                            | -                                                                     |                                                                       |
| Totale                                                                |                                                                       | Presenze                                                              | 1                                                                     |                                                                       | Reti                                                                  | 0                                                                     |                                                                       |